# Генерација 1927.
Генерација 1927. је појам под којим се подразумева група шпанских песника XX века која се појавила на културној сцени Шпаније око 1927. године. Назив је добила по години у којој је, поводом тристоте годишњице смрти, у Атенеуму у Севиљи одата почаст Луису де Гонгори, једном од највећих шпанских песника. Том свечаном догађају који је организовао Хосе Марија Ромеро Мартинез присуствовала је већина оних који се данас сматрају припадницима генерације 1927, међу којима се истичу Педро Салинас, Висенте Алеисандре, Хорхе Гиљен, Федерико Гарсија Лорка, Луис Сернуда, Дамасо Алонсо, Херардо Дијего, Рафаел Алберти, Емилио Прадос и Мануел Алтолагире.

## О појму генерације
Међу стручњацима се води полемика о томе да ли ову групу књижевних стваралаца треба сматрати генерацијом ако имамо у виду да њени представници не испуњавају у потпуности критеријуме које Јулиус Петерсен приписује појму генерације, а они су следећи:
- Рођење у размаку од неколико година
- Сличан интелектуални развој
- Лични односи између њих
- Учешће у колективним иступима
- Постојање »генерацијског догађаја« који повезује њихове воље
- Присуство »предводника«
- Заједничке стилске црте (»генерацијски језик«)
- Стагнација претходне генерације

Заиста је тешко уочити недвосмислен образац на основу ког би се тако хетерогена група стваралаца могла уклопити у генерацију 1927.
Тачно је да се рођење готово сваког од њих може сместити у један временски сегмент који не прелази 15 година, али нису сви ствараоци рођени у том периоду били припадници групе.
Тачно је да је значајан број њих имао солидан интелектуални развој, али то опет не значи да су сви они припадали истој генерацији.
Ни у једном тренутку се није могло уочити постојање предводника или »генерацијског језика«.
Међутим, постојали су лични односи између њих, макар између оних који су живели у истом крају и били свесни заједништва услед сличности у искуству.
Из тог разлога постоје стручњаци који сматрају да се пре ради о „генерацијској групи“, „констелацији“ или „класи“ стваралаца. На крају је прихваћена ознака генерација 1927, мада је било и других предлога: генерација Гиљен-Лорка (по двојици од најзначајнијих представника), генерација 1925 (аритметичка средина између година објављивања прве књиге сваког ствараоца понаособ), генерација авангарде, генерација пријатељства, генерација диктатуре (диктатура Прима де Ривере у Шпанији између 1923. и 1930), генерација Републике...

## Претходници генерације 1927.
Књижевна група која је дошла после модерниста и генерације 1898, која се одликовала јасном европском оријентацијом и схватањем уметности као подручја одвојеног од социјалног и политичког живота, позната је под називом новесентизам или генерација 1914. Ова група је временски коинцидирала са авангардним уметничким покретима који су се развијали у Европи почетком XX века, а који су раскинули како са темама карактеристичним за романтизам и реализам, тако и са њиховим изражајним техникама. Футуристе привлачи технолошки напредак и његове могућности, кубисти испитују реалност растављајући је на саставне делове, надреалисти реалност замењују ониричким светом... Ова временска коинциденција доводи до тога да припадници групе новесентизма у карактеристикама авангардних покрета виде опредељење за уметност која је производ игре и слободе и плод уметничке и експресивне способности уметника, а то је оно што их веома привлачи.
Две основне црте припадника генерације 1914. или новесентизма су: изражавање субјективног, ради чега често користе метафору; и појмовна прецизност, чиме се манифестује њихов солидан интелектуални развој. Имајући у виду њене основне црте, не чуди што се ти књижевници углавном изражавају кроз лирику и есеје који се превасходно објављујују у новинама и часописима (један пример представља севиљски часопис Грчка – основали су га Исак дел Вандо-Виљар и Адријано дел Ваље – који је излазио у периоду 1918-1920. и са којим су 1919. године сарађивали песници ултраисти). И поред свега тога, у оквиру новесентизма се јавља и понеки представник романа који се опредељује за субјетивизам и обнову коју је започела генерација 1898, баратајући догађајима како би могао да изрази своје мишљење о различитим темама.

## Историја
У тој ситуацији непрестане обнове и друштвених и политичких промена јављају се млади песници, есејисти, романописци и драматурзи који се по својим карактеристикама тешко уклапају у постојеће групе. Сви ти млади писци ће, као и припаднци претходне генерације, моћи да рачунају, с једне стране, на изванредан часопис који ће им омогућити да се отворе ка свету и прихвате новине споља: на Западну ревију шпанског филозофа Хосеа Ортеге и Гасета; а са друге стране, на једну тачку сусрета и суживота: на Студентску резиденцију.
На тај начин је ова група нових писаца објављивала у најзначајнијим часописима тога доба, као што су поменута Западна ревија или Литерарна газета (коју је уређивао Ернесто Хименез Кабаљеро), али и у многим другим као што су: Приморје из Малаге (који су 1926. штампали Мануел Алтолагире и Емилио Прадос), Стих и проза из Мурсије (као књижевни додатак у Истини, који су између 1923. и 1926. уређивали Хосе Баљестер Николас и Хуан Гереро Руиз), Подне из Севиље, Мезета из Ваљадолида, Крст и црта из Мадрида (који је од 1933. до 1936. уређивао Хосе Бергамин), Кармен из Сантандера (који је 1927. основао Херардо Дијего и који је имао празнични додатак Лола), Октобар (часопис који је уређивао Рафаел Алберти) и Зелени витез поезије из Мадрида (који је од 1935. уређивао Пабло Неруда).
И поред свега тога, за групу је карактеристично да су сви њени припадници поседовали продорну личност која је била способна да све утицаје или лекције било ког узора трансформише на себи својствен начин који је потпуно другачији од оног осталих припадника. Из тог разлога се не може говорити ни о заједничком књижевном стилу или правцу. Зато многи аутори о њима радије говоре као о групи 1927.

## Чланови групе
У овој групи писаца истичу се песници Хорхе Гиљен, Педро Салинас, Рафаел Алберти, Федерико Гарсија Лорка, Дамасо Алонсо, Херардо Дијего, Луис Сернуда, Висенте Алеисандре, Мануел Алтолагире и Емилио Прадос; има аутора који ту сврставају и Мигела Ернандеза; али њој припадају и романописци, есејисти и драматурзи као што су Макс Ауб, Фернандо Виљалон, Хосе Морено Виља или Леон Фелипе. Осим њих треба имати у виду и личности које је критика заборавила, као што је то случај са већином жена из ове групе: Конча Менендез Куеста, песникиња и драмска списатељица; Марија Тереса Леон, списатељица; Ернестина де Чампурсин, песникиња; Роса Часел, песникиња, прозна списатељица, есејисткиња, преводитељка; Хосефина де ла Торе, песникиња, прозна списатељица, лирска певачица и глумица; Марија Замбрано, филозофкиња и есејисткиња; Маргарита Хил Росет, вајарка, илустраторка и песникиња. А такође и друге ауторе као што су Хуан Лареа, Маурисио Бакарисе, Хуан Хосе Доменчина, Хосе Марија Инохоса, Хосе Бергамин или Хуан Хил-Алберт.
Такође се може узети у обзир и такозвана друга генерација 1927 (израз који је употребио један од њених припадника, Хосе Лопез Рубио) коју су чинили ученици авангардног уметника Рамона Гомеза де ла Серне, међу којима се истичу хумористи Енрике Хардијел Понсела, Едгар Невил, Мигел Миура, Антонио Лара који су по завршетку Шпанског грађанског рата постали чланови редакције часописа Препелица.
Осим тога треба имати на уму да није сва књижевна продукција ове групе писана на шпанском језику, нити је везана само за Шпанију. Било је стваралаца који су припадали овој групи, а писали су на другим језицима: то је био случај са Салвадором Далијем и Оскаром Домингезом, који су писали на француском, или са Фелипеом Алфауом, који је писао на енглеском. Многи значајни писци и уметници који су били значајни у овом покрету, као што су Пабло Неруда, Висенте Уидобро, Хорхе Луис Борхес или Френсис Пикабија, нису потицали из Шпаније.
Због свега тога нема много основа да се на генерацију 1927. гледа као на строго мадридски феномен. Штавише, може се уочити постојање других стваралачких нуклеуса расутих по читавој шпанској територији, мада међусобно блиско повезаних. Тако да су се главни нуклеуси налазили у Севиљи (око часописа Подне), на Канарским острвима (око Уметничке газете) и у Малаги (око часописа Приморје), али то не значи да није било значајне активности у Кантабрији, Галицији, Каталонији и Ваљадолиду.

### Генерација 1927. у другим уметничким испољавањима
Такође се не може изгубити из вида да су се други чланови групе определили за уметничке активности другачије од оних строго књижевних, као што су Луис Буњуел, редитељ; К-Хито, карикатуриста и аниматор; надреалистички сликари као што су Салвадор Дали и Ремедиос Варо; Маруха Маљо, сликарка и вајарка; Анхелес Сантос Тороеља, сликарка и графичарка; сликари Бенхамин Паленсија, Грегорио Пријето, Мануел Анхелес Ортиз, Рамон Гаја и Габријел Гарсија Марото; или композитор Родолфо Халфтер и музиколог Хесус Бал и Гај, чланови Групе осморице, музичког еквивалента књижевне генерације 1927, коју су чинили: поменути Бал и Гај, браћа Ернесто и Родолфо Халфтер, Хуан Хосе Мантекон, Хулијан Баутиста, Фернандо Ремача, Роса Гарсија Аскот, Салвадор Бакарисе и Густаво Питалуга, као и мање-више маргинални композитори као што је Густаво Дуран.
У Каталонији је постојала каталонска група која се први пут јавно представила 1931. године под именом Група независних каталонских уметника и коју су чинили Роберто Герхард, Балтасар Сампер, Мануел Бланкафорт, Рикардо Ламоте де Грињон, Едуардо Толдра и Федерико Момпу.
На другим пољима, као што је архитектура, треба поменути генерацију 1925. Иако су неки аутори предлагали да се такође назове генерација 1927, ради се о две групе које се међу собом јасно разликују. Према једној од најисцрпнијих студија о овим архитектама (Карлос Арничес и Мартин Домингез, архитекте генерације 1925), њен део су били Фернандо Гарсија Меркадал, Хуан де Завала, Мануел Санчез Аркас, Луис Лакаса, Рафаел Бергамин (брат есејисте и песника Хосеа Бергамина), Луис Бланко Солер, Мигел де лос Сантос, Агустин Агире, Касто Фернандез Шо, Едуардо Фигероа, Карлос Арничес Молто и Мартин Домингез Естабан. Према поменутој студији, Теодоро де Анасагасти је један од учитеља те генерације, кључна личност за разумевање суштине групе и по чему се разликује, а Луис Гутијерез Сото, најмлађи од свих, не испуњава вредности које је ова група наметнула. Други, као што су Хосе де Аспироз, Хосе Боробио, Мануел Муњоз Касајус, Фернандо Салвадор, Висенте Есед, Бернардо Хинер де лос Риос или Рамон Дуран Рејналс, сматрају се споредним.

## Правци генерације 1927.
Генерација 1927. је у ствари била веома хетерогена група; њени припадници се обично деле у парове или тријаде. Тако, на пример, песници неопопуларизма или неопопуларисти, Рафаел Алберти и Федерико Гарсија Лорка, унутар подгрупе која је било посебно бројна, покушавају да се приближе поезији Хила Висентеа и романсера или канцонијерској лирици, тражећи народне изворе у фолклору традиционалне лирике; нешто од тога постоји и код Херарда Дијега који се након своје креационистичке фазе приближио лирици Лопеа де Веге захваљујући издању које је у то време сачинио Хосе Фернандез Монтесинос.
Надреалистичка група је била најбројнија, али се посебно истиче нобеловац Висенте Алеисандре, несумњиво најоригиналнији, будући да се, према Сернуди, „његов стих не може упоредити ни са чим“, као и већ поменути Луис Сернуда, који је постао најутицајнији песник генерације током друге половине XX века. Међутим, било је и других песника генерације код којих се могао уочити надреалистички утицај и чије су развојне фазе обележене том естетиком: Рафаел Алберти је, на пример, у последњим одељцима својих збирки О анђелима и Беседе и станови користио надреалистички слободан стих, а код Федерика Гарсије Лорке се тај утицај може видети у Плачу за Игнасијем Санчез Мехијасом, Песнику у Њујорку и у Сонетима о мрачној љубави. Надреалистичку фазу су имали и, на пример, Хосе Марија Инохоса у Цвету Калифорније и Емилио Прадос. Ови последњи, заједно са Висентеом Алеисандреом, чије је детињство протицало у Малаги, Федерико Гарсија Лорка, који је дуго боравио на обали Малаге, Хосе Морено Виља и Мануел Алтолагире чине такозвану групу из Малаге познату по по издавању низа часописа, од којих је најзначајнији Приморије, као и по збиркама поезије.
Дамасо Алонсо и Херардо Дијего чинили су језгро оних који су остали у Шпанији после грађанског рата, више или мање интегрисани у франкистички режим. Овај последњи је остварио дугу песничку каријеру (у којој је комбиновао традицију и авангарду) и тематски разнолику (која обухвата кориду, музику, религиозне немире, пејзаже и егзистенцијалне проблеме). Остали који нису напустили земљу постали су учитељи и предводници потпуно нове генерације песника, као Висенте Алеисандре, или су се определили за унутрашњи егзил, као Хуан Хул-Алберт.
Хомосексуалност је такође била повремена тема, што се може запазити у делима Луиса Сернуде, Висентеа Алеисандреа, Федерика Гарсије Лорке, Емилија Прадоса или Хуана Хила-Алберта, као и у делу сликара Грегорија Пријета.

## Естетика и еволуција
За ствараоце генерације 1927. значајна је тенденција ка равнотежи, синтези супротстављених полова, чак и код истог ствараоца:
Између интелектуалног и осећајног. Емоција тежи да буде зауздана интелектом. Пре бирају интелигенцију, осећања и сензибилитет него интелектуализам, сентимензализам и сензибилизам. (Хосе Бергамин)
 Запажа се врло јасно код Салинаса.
Између романтичарске концепције уметности (занос, инспирација) и класичне концепције (напор, дисциплина, савршенство). Лорка је говорио да је песник не само „по милости божјој (или ђавољој)“, него и „захваљујући техници и напору“.
Између естетске чистоће и људске аутентичности, између чисте поезије (уметност ради уметности; жудња за лепотом) и аутентичне поезије, хумане, закупљене проблемима човека (посебно након рата: Гиљен, Алеисандре...)
Између уметности за мањину и уметности за већину. Смењују се херметичност и јасноћа, културно и народно (Лорка, Алберти, Дијего). Уочава се прелазак са »ја« на »ми«. „Песник пева свима“, рекао би Алеисандре.
Између универзалног и шпанског, између утицаја европске поезије тога доба (надреализам) и најбоље шпанске поезије од памтивека. Снажно их привлачи народна шпанска поезија: канцонијери, романсера...
Између традиције и обнове. Блиска им је авангарда (Лорка, Алберти, Алеисандре и Сернуда имају надреалистичке књиге, а Дијего креационистичке) и претходна генерација (диве се Хуану Рамону Хименезу, Мигелу де Унамуну, браћи Мачадо, Рубен Дарију...); диве се XIX веку и Густаву Адолфу Бекеру (Алберти: Омаж Бекеру, Сернуда: Где обитава заборав...); гаје аутентичну страст према класицима: Хосеу Манрикеу, Гарсиласу де ла Веги, Свети Јован од Крста, Фра Луису де Леону, Франсиску де Кеведу, Лопеу де Веги и, пре свих, Луису де Гонгори.

## Институције
Већина ових стваралаца, превасходно лиричара, ступила је у везу са књижевном традицијом преко Центра за историјске студије којим је управљао отац шпанске филологије Рамон Менендез Пидал, а са авангардом преко путовања, ширења идеја Рамона Гомеза де ла Серне и других новесентиста и, пре свега, кроз активности и предавања у Студентској резиденцији, институцији инспирисаној краусизмом Институције за слободно образовање и под управом Алберта Хименеза Фрауда.

## Припадници генерације 1927.
Припадници генерације 1927, по хронолошком реду:
| - Рохелио Буендија (1891–1969, 78) - Валентин Андрес (1891–1982, 91) - Педро Салинас (1891–1951, 60) - Хуан Гереро Руиз (1893–1955, 62) - Хорхе Гиљен (1893–1984, 91) - Мигел Валдивијесо (1897–1966, 69) - Жосеп Морено Ганс (1897–1976, 79) - Антонио Еспина (1894–1972, 78) - Маурисио Бакарисе (1895–1931, 36) - Рафаел Лафон (1895–1978, 83) - Хуан Лареа (1895–1980, 85) - Херардо Дијего (1896–1987, 91) - Антонио де Лара (1896–1978, 82) - Хосе Фернандез Монтесинос (1897–1972, 75) - Агустин Еспиноса (1897–1939, 42) - Амадо Алонсо (1897–1952, 55) - Дамасо Алонсо (1898–1990, 92) - Хуан Хосе Доменчина (1898–1959, 61) - Коча Мендез (1898–1986, 88) - Федерико Гарсија Лорка (1898–1936, 38) - Роса Часел (1898—1994, 95) - Висенте Алеисандре (1898–1984, 86) - Ернесто Хименез Кабаљеро (1899–1988, 89) - Едгар Невил (1899–1967, 67) - Паулино Масип (1899–1963, 64) - Рафаел Порлан (1899–1945, 46) - Емилио Прадос (1899–1962, 63) - Рафаел Дијесте (1899–1981, 82) - Франсиско Мадрид (1900–1952, 52) - Хуан Чабас (1900–1954, 54) | - Гиљермо де Торе (1900–1971, 71) - Алехандро Кољантес де Теран (1901–1933, 32) - Енрике Хардијел Понсела (1901–1952, 50) - Педро Гарфијас (1901–1967, 66) - Рамон Х. Сендер (1901–1982, 81) - Андрес Каранке де Риос (1902–1936, 34) - Педро Перез-Клотет (1902–1966, 64) - Рафаел Алберти (1902–1999, 97) - Луис Сернуда (1902–1963, 61) - Фелипе Алфау (1902–1999, 97) - Луис Амадо-Бланко (1903—1975, 71) - Агустин де Фокса (1903–1959, 56) - Макс Ауб (1903–1972, 69) - Хосе Лопез Рубио (1903–1996, 93) - Антонио Оливер (1903–1968, 65) | - Алехандро Касона (1903–1965, 62) - Марија Тереса Леон (1903—1988, 85) - Хосе Марија Инохоса (1904–1936, 32) - Хуан Хил-Алберт (1904–1994, 90) - Хоакин Ромеро Мурубе (1904–1969, 65) - Хосе Марија Сувирон (1904–1973, 69) - Хосе Марија Луелмо (1904–1991, 87) - Марија Замбрано (1904—1991, 87) - Ернестина де Чампурсин (1905–1999, 94) - Мигел Миура (1905–1977, 72) - Педро Гарсија Кабрера (1905–1981, 76) - Еметерио Гутијерез Албело (1905–1969, 64) - Мануел Алтолагире (1905–1959, 54) - Франсиско Ајала (1906—2009, 103) - Густаво Дуран (1906—1969, 63) - Хосефина де ла Торе (1907—2002) - Рафаел де Леон (1908–1982, 74) - Мигел Ернандез (1910–1942, 31) |

## Поезија генерације 1927.
Поезија ове генерације не може да се уједначи, чак ни у случају сваког песника појединачно. Али код свих њих се може пронаћи воља за обновом, превазилажење „изама“ који су настали у претходним епохама, што је подразумевало превазилажење иконокластног и деструктивног духа који их је одликовао. То их није спречило да раскину са академизмом и покажу, у одређеним тренуцима, извесну ирационалност у коришћењу метафора и слика, што им је омогућило да задрже своју оригиналну и независну индивидуалност, без икаквих стега.
Могу се издвојити различите фазе у развоју поезије ове групе; неки аутори говоре о две фазе, а неки се опредељују за три:
- До 1927. Ова прва фаза се одликовала утицајем првих авангардних покрета, услед чега су песници на прво место стављали естетска постигнућа и у великој мери користили слободан стих. Тако се у овој фази мешају одлике чисте и концептуалне поезије Хуана Рамона Хименеза, одлике ранијег авангардизма и, на крају, одлике које проистичу из традиционалне поезије сакупљене у канцонијерима и романсерима, која је имала огроман утицај на њих, паралелно са утицајем класичних ствараоца као што је Гонгора.[1][2][3]
- Од 1927. до грађанског рата (1936). У овој фази одређени ствараоци се баве људским бићем и извесним друштвеним ситуацијама у које је уроњено. Може се рећи да почиње процес рехуманизације који се поклапа са продором надреализма, што отвара простор да се у поезији појаве лепе, мада узнемирујуће слике, у много случајева сличне ониричким представама.[1][2][3]
- После грађанског рата (1939). Национални сукоб из 1936. изазвао је расипање групе; једни су отишли у егзил, као што је било у случају Педра Салинаса, Хорхеа Гиљена, Луса Сернуде и Рафаела Албертија; други су, као Федерико Гарсија Лорка, убијени; трећи су, попут Дамаса Алонса, Висентеа Алеисандреа и Херарда Дијега, остали у Шпанији. Ово расипање је отворило простор за различите теме: док су они који су живот наставили у егзилу пажњу усмерили на искуство изгнаника и осећања које у њима изазива такав положај, они који су остали у земљи усмерили су је на егзистенцијалну тескобу која је постала најважнија тема у њиховима делима.[1][2]

Међу ствараоцима се истичу:

### Педро Салинас
Рођен у Мадриду, био је професор књижевности на неколико универзитета. Под утицајем дела Хуана Рамона Хименеза негује чисту поезију. По угледу на Рамона Хименеза, настоји да продре у скривену суштину ствари интелектуализованом, наоко једноставном поезијом. Његово стваралаштво се дели у три фазе:
- 1. фаза: меша чисту поезију и футуристичке теме (електрична сијалица, аутомобил...). Истичу се: Предсказања, Сигуран случај и Прича и знак.
- 2. фаза: најважнија. Пажњу обраћа на интимни свет и на љубав као пријатно искуство. Преовлађује дијалог и концептуални језик. Карактеристична је употреба седмерца и силве (строфа састављена од једанестераца и седмераца са слободном римом). Истичу се: Глас теби намењен, наслов преузима из Гарсиласове Еклоге, љубав се јавља есенцијализована у заменицама »ја« и »ти« и односи се на пар ти-ја, чији је центар жена; Узрок љубави, наставак претодне књиге, у њој следи даља рационализација љубавног процеса; и Дуга жалост, збирка песама о одљубљивању и смрти љубави, која живи кроз резигнацију и захвалност за проживљено.
- 3. фаза: песме настале у Америци. Истичу се: Посматрач, алудира на море које је његов саговорник; Све много јасније, немир који у њему изазива савремена технолошка цивилизација и ужаси Шпанског грађанског рата и Другог светског рата; и Поверење, које заокружује његово песничко дело.

### Хорхе Гиљен
Рођен у Ваљадолиду. Избегао у САД и био професор шпанске књижевности као и његов пријатељ Педро Салинас, с којим је одржавао дугогодишњу преписку. Вратио се у Шпанију након Франкове смрти и добио Награду Сервантес. Његова посебност је у томе да је остао веран идеалу чисте поезије. Понудио је оптимистичну и смирену визију света, која је у супротности са космолошким песимизмом Висентеа де Алеисандреа.
Читаво његово дело је окупљено под општим називом Наш ваздух и обухвата пет књига: Кантико, Жамор, ... И друге песме, Завршетак. Његов језик је врло разрађен, у потрази за максимом и сажетошћу; преферира кратак стих и једанаестерац. Његова поезија је плод строгог процеса одабира речи у ком се потискује узгредно како би се саопштила суштинска идеја или сентимент. Његове теме су победничка афирмација бића; мноштво; време које пролази и позива на уживање у животу; случај и хаос који производе несигурност или патњу.

### Херардо Дијего
Рођен у Сантандеру и држао катедру за књижевност на Институту за средње образовање у Сорији. Добио Националну награду за књижевност, заједно са Рафаелом Албертијем, и Награду Сервантес. Његова поезија се развија у два паралелна аспекта: традиционалном и авангардном (скоро увек креационистичком). Креационистичком аспекту припада Слика и припучник од пене. Из традиционалне естетике издвајају се: Људски стихови и Сорија и шева истине, збирка сонета. Теме овог другог нивоа су љубав, Бог, музика, природа, бикови, форма, иконографија, лепота.

### Дамасо Алонсо
Рођен у Мадриду, руководио Шпанском краљевском академијом. У њему се сустичу три вокације: песника, лингвисте и књижевног критичара. Међу његовим књигама о књижевности истичу се Гонгорин песнички језик и изврсне студије о модерним лиричарима (од Бекера до писаца његовог доба) које чине Савремене шпанске песнике. Издао је Гонгорина дела и себе је унутар генерације 1927. сматрао само критичарем, а као песник се сврстао у прву послератну песничку генерацију коју је он сам назвао обескорењена поезија.
Рат из 1936. га је натерао да одбаци чистоћу коју је заступао Рамон Хименез. Његова најважнија дела смештају се у послератни период: Синови гнева (1944), дело под великим утицајем егзистенцијализма и библијске поезије покајничких Псалама, чиме је у Шпанији настала песничка струја обескорењене поезије.
Висенте Алеисандре
Рођен у Севиљи, пријатељство са Дамасом Алонском пробудило је његову песничку вокацију. За дело Разарање или љубав добио је Националну награду за књижевност 1935. године. Изабран је за члана Шпанске краљевске академије, а 1977. године је добио Нобелову награду.
Највећи део његове поезије је на трагу надреализма и постаје велики песник ове естетике; користи слободан стих и визионарске слике у Сабље као усне и Разарање или љубав. Еволуира ка некој врсти поезије комуникације, у складу са социјалном поезијом која преовладава у лирици 50-их година XX века. Сенка раја (1944), заједно са Синовима гнева Дамаса Алонса, инаугурише послератну обескорењену песничку струју. Са Историјом срца започео је солидарну поезију, а са великом трилогијом коју чине Завршне песме, Дијалози о спознаји и У великој ноћи вратио се особеном надреализму, са дубоким филозофским импликацијама и нагласком на концептима.

### Федерико Гарсија Лорка
Рођен у Фуенте Вакеросу (Гранада) 1898. године. Студије књижевности и права нису га толико интересовале као музика; био је близак пријатељ са Мануелом де Фаљом, од којег се касније удаљио. Настанио се у Студенсткој резиденцији, у којој је живео са бројним уметницима (међу којим се истичу Салвадор Дали и Луис Буњуел). Након времена проведеног у Њујорку, враћа се у Шпанију и 1939. оснива „Ла Бараку“, универзитетску позоришну групу с којом обилази Шпанију и представља класична позоришна дела. Учествује у јавним активностима левичарског усмерења. Националисти су га убили у Визнару (Гранада). Његово убиство је изазвало велики одјек у свету.
У Лоркином делу се спаја културно и народно, традиционално и авангардно. Познавао је традиционалне песме и усмену поезију андалузијског народа. Његова тема је била фрустрација у онтолошком и социјалном смислу; развија ову тему у богатом поетском стилу, са једним од најсложенијих симболичких система у шпанској књижевности који се састоји од елемената пореклом из народног сујеверја, Шекспира и Библије. Опседају га теме као што су самоћа или трагична судбина и борба маргинализованих бића (хомосексуалац, жена, дете, инвалид, импотентни старац, уседелица, неплодна жена, Циганин, црнац...) против репресивног друштва заснованог на конвенционализмима. Његово дело се дели у две фазе: једна је неопопуларистичка, а друга се приближава надреализму.
У првој фази се истичу:
- Поема о канте хонду, припада неопопуларистичкој линији генерације 1927, чине је кратке песме које могу да се читају независно или као одломци једног дугачког низа. Користи се осмерац.
- Цигански романсеро, такође припада неопопуларистичкој линији, састављен је од 18 романси. Протагониста је Циганин који симболизује чистог и невиног човека у сукобу са законом и друштвеним нормама оличеним у Цивилној гарди (његовом антагонисти).

У другој фази се истичу:
- Песник у Њујорку, песник се гуши у свету који човека претвара у зупчаник огромне машине. Користећи се надреалистичком техником, Лорка подиже глас усред краха берзе из 1929. и протестује против нељудске кошнице; Црнци посебно заслужују самилост.
- Плач за Игнасијем Санчез Мехијасом, елегија у којој је опевао смрт свог пријатеља торера којег је убио бик.
- Сонети о мрачној љубави, објављени постхумно, израз су драматичног хомосексуалног еротизма.

### Рафаел Алберти
Рођен у месту Пуерто де Санта Марија код Кадиза. Са породицом се сели у Мадрид. Напушта факултет и посвећује се сликарству. Пришао је комунистичкој партији и активно учествовао у политици током Шпанског грађанског рата. По његовом завршетку избегао је у Аргентину. Вратио се у Шпанију после поновног успостављања демократије и добио је Награду Сервантес.
У његовој поезији се спајају народно и културно, једноставно и барокно, традиционално и ново. Његова прва књига, Морнар на земљи, припада неопопуларизму. То су песме које евоцирају изгубљени рај, који песник поистовећује са Кадизом из детињства, а море и солане са најсрећнијим тренуцима из тог доба. Следе Зора шебоја и Запечаћено, у стилу тешко разумљивог неогонгоризма или култеранизма. Године 1929. објавио је своје ремек-дело, О анђелима, настало услед дубоке кризе вере; то је књига из три дела; прва два су инспирисана Бекеровом поезијом; последњи користи пун надреализам у ком до изражаја долази слободан стих. Користи симболе као што су анђели, духови и демони. Међу књигама из другог периода истиче се Песник на улици, дело ангажоване књижевности.

### Луис Сернуда
Био је ученик Педра Салинаса и професор на многим европским и америчким универзитетима. Објединио је своје песничко дело под насловом Стварност и жеља; то је збирка књига којој припадају Обрис ваздуха, Еклога, елегија, ода, Забрањена задовољства, Где обитава заборав, Једна река, једна љубав и Облаци, а у егзилу је настала Неутешност маште. Такође је значајан његов критичарски и есејистички рад објављен у двотомној Поезији и књижевности.
Његова поезија се удаљава од наглашавања форме и трага за недокучивим, неухватљивим. Зато одбацује строфизам и риму, а када је користи, увек је асонантна јер нуди више слободе. Усредсређује се на људско искуство, али се клони специфичног и особитог како би читалац могао да се поистовети са песником. Пева о судару жеље и стварности, што песника оставља да пронађе елегичну утеху у сећањима или у тренуцима ванвременског задовољства које он назива акордима.

## Историографија о генерацији 1927.
Како би се реконструисало живо сећање на оно што је познато као Сребрно доба шпанске књижевности, треба прочитати серију мемоаристичких књига које су написали ствараоци више или мање повезани са генерацијом 1927. Заборављени гај од Албертија, на пример. То је случај и са Паблом Нерудом који је у то доба дошао у Мадрид и ојачао надреалистичку групу својим доприносима, посебно издањем своје књиге Боравак на земљи, и који је у своје две књиге сећања, Признајем да сам живео и Рођен сам да стварам, посведочио и дао обавештења о активностима групе током тих година и каснијег егзила, посебно о Лорки и Албертију. Висенте Алеисандре у Сусретима говори о првим сусретима са сваким од релевантних личности генерације; Буњуелов Мој последњи уздах, најпре објављен на француском, укључује бројне анегдоте о песницима генерације 1927.